# Corfú
Corfú (en griego moderno, Κέρκυρα, Kérkyra, AFI: ˈkerkira o ˈcercira; en griego antiguo, Κόρκυρα, Kórkyra, transcrito «Córcira»; en griego bizantino Κορυφώ, Korifó) es una isla griega del mar Jónico, situada frente a la costa noroeste del Epiro griego y al sur del Epiro albanés. Es la segunda mayor de las Islas Jónicas. La isla forma parte de la unidad periférica de Corfú y constituye un único municipio, que incluye la propia isla de Corfú y el pequeño archipiélago de Diapontia. La capital y principal ciudad de la isla se denomina también Corfú. En Corfú se ubica la Universidad Jónica.
La isla está relacionada con la historia de Grecia desde el principio de la Mitología griega. Su nombre griego, Kérkyra o Kórkyra se halla en relación con dos poderosos símbolos acuáticos: Poseidón, dios del mar, y Asopo, un importante río de Grecia. Según el mito, Poseidón se enamoró de Córcira, hija de Asopo y la ninfa Metope y la raptó. Poseidón la llevó a la isla, hasta entonces sin nombre, y como regalo nupcial le dio su nombre, Kórkyra, que acabó evolucionando a Kérkyra. Juntos, tuvieron un hijo llamado Féax, héroe epónimo de los feacios, posteriores habitantes de la isla.
La historia de la isla está repleta de batallas y conquistas. Herencia de estas luchas son las fortalezas que sobresalen estratégicamente a lo largo de toda la isla. Dos de ellas rodean la capital, que es la única ciudad de Grecia fortificada de esa manera. Por ello, Corfú ha sido declarada oficialmente Kastrópolis (Καστρόπολις, «ciudad de castillos») por el gobierno griego. Corfú estuvo durante muchos siglos bajo el control de Venecia, que rechazó varios asedios otomanos, antes de caer bajo control británico tras las guerras napoleónicas. Las autoridades británicas acabaron constituyendo el protectorado de los Estados Unidos de las Islas Jónicas, que en 1864 se entregaron a la Grecia moderna a raíz del Tratado de Londres.
En 2007, la ciudad vieja de Corfú fue inscripta por la Unesco en la lista del Patrimonio de la Humanidad.
Como curiosidad, en 2016 se estrenó la serie de televisión británica The Durrells, serie ambientada en la trilogía Corfú, de Gerald Durrell, que describe su vida y la de su familia cuando fueron a vivir a la isla griega.

## Geografía
La isla de Corfú, con un área de 593 km², es la segunda mayor (tras Cefalonia (906,5 km²) —y de las mayores, la más septentrional— de las Islas Jónicas, también conocidas como Heptaneso o Heptanísia (Επτανήσια, «siete islas»). Se encuentra en el mar Jónico, muy próxima al Epiro en la costa continental, de cuya parte albanesa le separan solo los 2 km del estrecho Septentrional de Corfú (Βόρειο Στενό Κέρκυρας, Vório Stenó Kérkyras). Está separada de la parte continental por los estrechos de Corfú.
La longitud de la isla es de 85 km, con un ancho promedio de 18 km. Su relieve es muy accidentado, si bien pueden distinguirse dos zonas: la septentrional, mucho más abrupta, donde se encuentra la máxima cumbre: el monte Pantocrátor o Salvador (Όρος Παντοκράτωρας, Óros Pandokrátoras) con 906 m de altitud. La zona meridional es considerablemente menos accidentada, poseyendo algunas pequeñas llanuras.
La unidad periférica de Corfú tiene una extensión de 641 km² y está constituida por la isla de Corfú, que conforma un municipio (δήμος, dímos) junto con las islas menores de Othonoí, Mathraki y Erikusa y algunos islotes; y el archipiélago de Paxós y Antípaxos, que conforma el otro municipio.
La ciudad de Corfú, capital de la unidad periférica y de la periferia de Islas Jónicas, se encuentra aproximadamente en el centro de la costa oriental de la isla. Aunque los griegos de Corinto colonizaran la isla hace más de 2500 años, y pese a haber estado poblada principalmente por griegos desde entonces, su arquitectura tiene muchas similitudes con la propia de las poblaciones portuarias italiana, señal de su largo periodo de pertenencia a la República de Venecia.
La bahía de Garitsa se sitúa a la izquierda, y el puerto de Corfú se distingue en la esquina derecha superior. En segundo plano, a los pies de la fortaleza, se encuentra la Espianada.

### Clima
| Parámetros climáticos promedio de Corfú                        | Parámetros climáticos promedio de Corfú | Parámetros climáticos promedio de Corfú | Parámetros climáticos promedio de Corfú | Parámetros climáticos promedio de Corfú | Parámetros climáticos promedio de Corfú | Parámetros climáticos promedio de Corfú | Parámetros climáticos promedio de Corfú | Parámetros climáticos promedio de Corfú | Parámetros climáticos promedio de Corfú | Parámetros climáticos promedio de Corfú | Parámetros climáticos promedio de Corfú | Parámetros climáticos promedio de Corfú | Parámetros climáticos promedio de Corfú |
| Mes                                                            | Ene.                                    | Feb.                                    | Mar.                                    | Abr.                                    | May.                                    | Jun.                                    | Jul.                                    | Ago.                                    | Sep.                                    | Oct.                                    | Nov.                                    | Dic.                                    | Anual                                   |
| -------------------------------------------------------------- | --------------------------------------- | --------------------------------------- | --------------------------------------- | --------------------------------------- | --------------------------------------- | --------------------------------------- | --------------------------------------- | --------------------------------------- | --------------------------------------- | --------------------------------------- | --------------------------------------- | --------------------------------------- | --------------------------------------- |
| Temp. máx. abs. (°C)                                           | 20.5                                    | 22.4                                    | 26.0                                    | 28.0                                    | 33.8                                    | 35.6                                    | 42.4                                    | 40.0                                    | 37.4                                    | 31.0                                    | 25.0                                    | 22.0                                    | 42.4                                    |
| Temp. máx. media (°C)                                          | 13.9                                    | 14.2                                    | 16.0                                    | 19.0                                    | 23.8                                    | 28.0                                    | 30.9                                    | 31.3                                    | 27.6                                    | 23.2                                    | 18.7                                    | 15.3                                    | 21.8                                    |
| Temp. media (°C)                                               | 9.7                                     | 10.3                                    | 12.0                                    | 14.9                                    | 19.6                                    | 23.9                                    | 26.4                                    | 26.3                                    | 22.7                                    | 18.4                                    | 14.3                                    | 11.1                                    | 17.5                                    |
| Temp. mín. media (°C)                                          | 5.1                                     | 5.7                                     | 6.8                                     | 9.2                                     | 12.9                                    | 16.4                                    | 18.4                                    | 18.8                                    | 16.5                                    | 13.4                                    | 9.9                                     | 6.8                                     | 11.7                                    |
| Temp. mín. abs. (°C)                                           | -4.5                                    | -4.2                                    | -4.4                                    | 0.0                                     | 4.6                                     | 8.7                                     | 10.0                                    | 11.3                                    | 7.2                                     | 2.8                                     | -2.2                                    | -2.0                                    | -4.5                                    |
| Lluvias (mm)                                                   | 136.6                                   | 124.6                                   | 98.1                                    | 66.7                                    | 37.0                                    | 14.1                                    | 9.2                                     | 19.0                                    | 81.3                                    | 137.7                                   | 187.4                                   | 185.6                                   | 1097.3                                  |
| Días de lluvias (≥ 1 mm)                                       | 16.1                                    | 14.6                                    | 14.5                                    | 12.9                                    | 8.0                                     | 4.9                                     | 2.3                                     | 3.4                                     | 7.0                                     | 11.8                                    | 15.7                                    | 17.5                                    | 128.7                                   |
| Horas de sol                                                   | 117.7                                   | 116.8                                   | 116.0                                   | 206.5                                   | 276.8                                   | 324.2                                   | 364.5                                   | 332.8                                   | 257.1                                   | 188.9                                   | 133.5                                   | 110.9                                   | 2545.7                                  |
| Humedad relativa (%)                                           | 75.4                                    | 74.3                                    | 73.4                                    | 72.8                                    | 69.5                                    | 63.4                                    | 60.0                                    | 62.2                                    | 70.4                                    | 74.6                                    | 77.5                                    | 77.2                                    | 70.7                                    |
| Fuente n.º 1: Hellenic National Meteorological Service         |                                         |                                         |                                         |                                         |                                         |                                         |                                         |                                         |                                         |                                         |                                         |                                         |                                         |
| Fuente n.º 2: NOAA (Valores extremos y horas de sol 1961−1990) |                                         |                                         |                                         |                                         |                                         |                                         |                                         |                                         |                                         |                                         |                                         |                                         |                                         |

## Historia

### Mitología
Según la mitología griega, la forma de hoz que tiene la isla se explica porque se creía que debajo de la isla estaba la hoz que usó Crono para castrar a su padre Urano, aunque otros creían que era la hoz de Deméter. Su nombre griego, Kérkyra, está relacionado con dos poderosos símbolos relacionados con el agua: Poseidón, dios del mar y Asopo, un importante río de la Grecia continental. Según el mito, Poseidón se enamoró de la bella ninfa Córcira, hija de Asopo y de Metope, una ninfa de río. Así pues, la raptó, según era costumbre entre los dioses en los mitos de la época (el mismo Zeus actuó así más de una vez). Poseidón la llevó a la isla, que hasta el momento no había tenido nombre, y, en un arrebato de felicidad, le ofreció su nombre al lugar: Corcira, que acabó evolucionando a Cercira (en dialecto dórico). Juntos, tuvieron un niño al que llamaron Féax, del cual descendieron los feacios (en griego faiakioi).
Por lo anterior, también se la relaciona con la Esqueria o ‘isla de los feacios’ mencionada en la Odisea, ya que acogieron a Odiseo durante su regreso a Ítaca.
Otros nombres que se le han dado, sobre todo en literatura, son Drépane y Macris.

### Época clásica
Hacia el 734 a. C. los corintios colonizaron la isla. En el 435 a. C. la pugna con la metrópolis significó la alianza de Córcira con Atenas por lo que durante toda la guerra del Peloponeso Córcira se mantuvo junto a Atenas participando con su flota en diversas operaciones.
Los duros enfrentamientos entre los partidos aristocrático (pro espartano) y democrático terminaron con la ejecución de los aristócratas tras ser derrotados por los demócratas ayudados por una fuerza ateniense. (Tuc.)
Tras la derrota ateniense (404 a. C.) pasó a estar un periodo bajo la hegemonía espartana hasta el 375 a. C. en que Timoteo restableció el dominio ateniense. Algún tiempo después, sufrió una destrucción llevada a cabo por Agatocles, tirano de Siracusa.
Tras haber estado bajo el influjo del Imperio de Alejandro Magno y los reinos del Epiro —principalmente el de Pirro—, en el 229 a. C. fue incorporada al dominio de la potencia romana. De este modo pasó a ser luego parte del Imperio romano de Oriente.

### De la Edad Media alsigloXIX

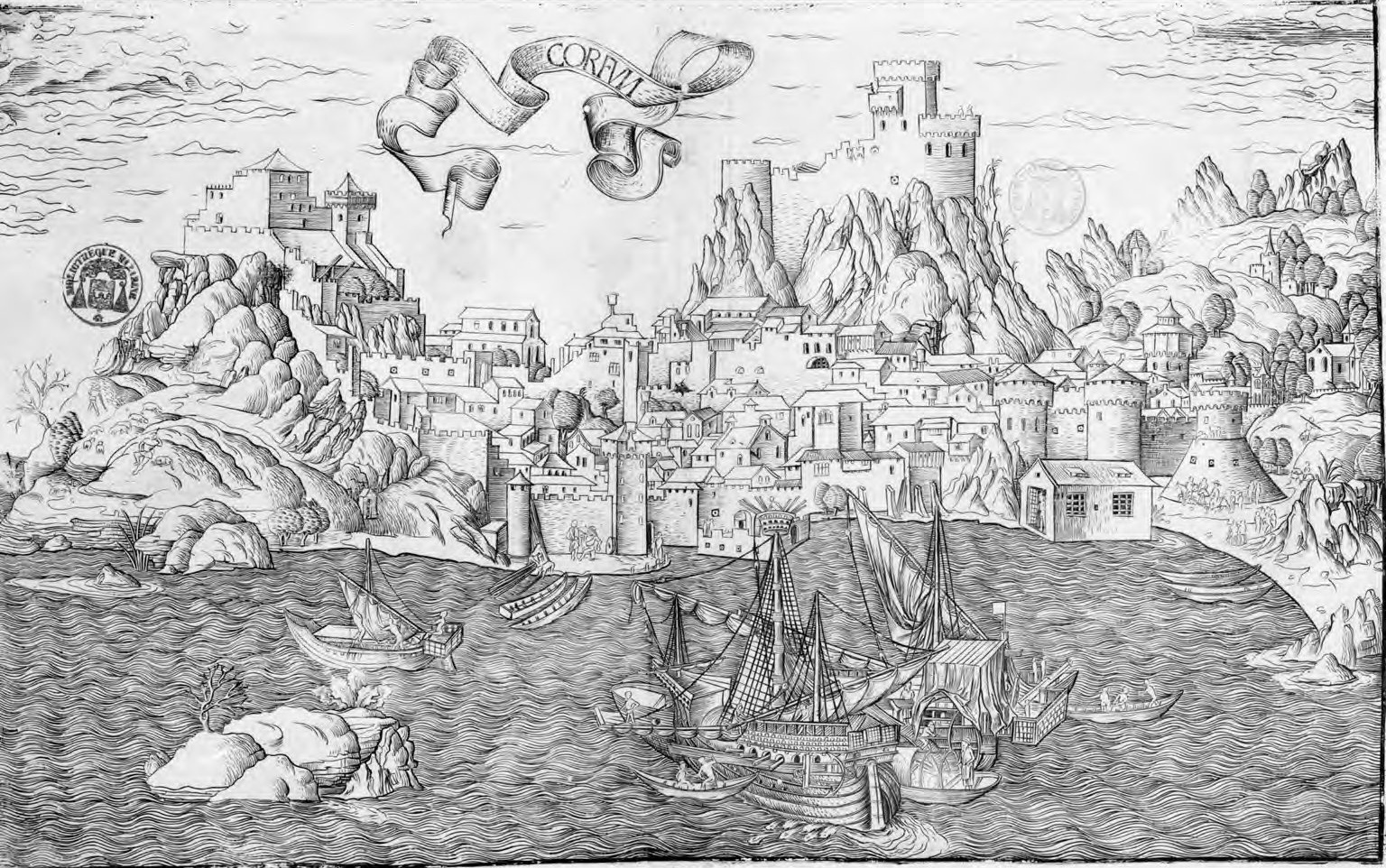
Corfú en 1488.

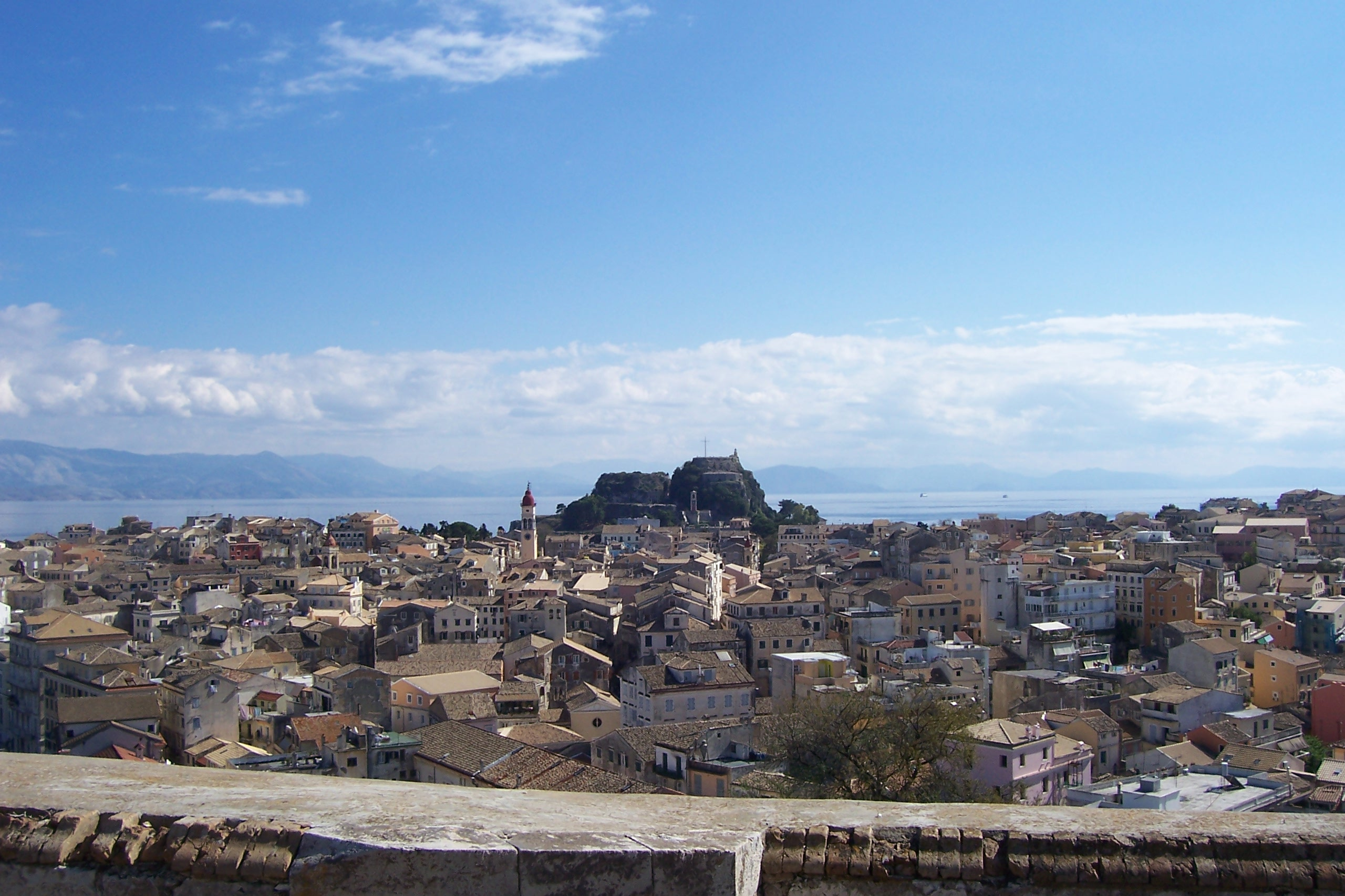
Palió Frúrio (‘fortaleza vieja’) y casco antiguo desde el Neo Frúrio (‘fortaleza nueva’).

Así durante gran parte de la Edad Media el poder sobre la isla fue ejercido por el Imperio Bizantino, aunque con alternancias, ya que cambió de manos en diversas ocasiones, siendo posesión de los árabes en el siglo VII, y luego de los normandos establecidos en Sicilia a partir de las campañas de Roberto Guiscardo en el siglo IX, si bien el basileos o emperador bizantino Manuel Comneno logró recuperar la isla en 1149 gracias a la flota que comandaba Stephanos Kontestephanos que murió en la batalla. En el siglo XII comenzó el influjo de Venecia y en el XIII Teodoro Comneno Ducas se anexó el archipiélago como parte del Despotado de Épiro en lo real independiente del Imperio Bizantino.
En 1259 la isla cayó en poder de Carlos de Anjou. Durante el siglo XIII el territorio estuvo bajo la órbita de los angevinos instalados en Nápoles y Sicilia hasta las llamadas vísperas sicilianas. Los bizantinos intentaron nuevamente recobrar este estratégico territorio. Sin embargo, en la isla se reforzó el poder veneciano. De este modo la república de Venecia logró ejercer su dominio hasta 1797 pese a los continuos asedios por parte de los turcos otomanos. En el citado año de 1797 por el tratado de Campoformio Corfú pasó al dominio de Francia regida por Napoleón I. Sin embargo, los ingleses expulsaron a las tropas francesas en 1814, y así, en 1815 durante el Congreso de Viena, Corfú, al igual que el resto de las islas jónicas quedó bajo el dominio de Inglaterra.
Debido a la fuerte oposición de los griegos a la presencia del poder inglés, las islas fueron devueltas a Grecia en 1864 tras firmar el Tratado de Londres.
En 1916 dada la inicial neutralidad griega en la Primera Guerra Mundial Corfú fue ocupada por tropas francesas y transformada en lugar de refugio para las tropas serbias y montenegrinas. Por este hecho es que en 1917 la ciudad fue sede de la Declaración de Corfú en la cual se proclamaba la creación del Reino de los Serbios, Croatas y Eslovenos que luego pasó a ser Yugoslavia. La soberanía griega sobre las islas se recuperó al concluir la Primera Guerra Mundial, en 1918.

### SiglosXXyXXI
En 1923 Benito Mussolini hizo bombardear Corfú e intentó hacer ocupar las islas Jónicas, ya que las consideraba parte de Italia. Tal ocupación fue, sin embargo, fácilmente rechazada.
Durante la Segunda Guerra Mundial, en abril de 1941 el archipiélago —como toda Grecia—, tras una denodada resistencia, cayó bajo la ocupación de Italia y Alemania, en las postrimerías de la Segunda Guerra Mundial las tropas alemanas realizaron en esta zona matanzas (cabe destacar las de Cefalonia) de soldados italianos al saberse la rendición italiana ante los aliados. El 14 de octubre de 1944 las fuerzas griegas con apoyo logístico de los demás aliados lograron liberar la isla de Corfú junto con otras islas y archipiélagos griegos.
Inmediatamente tras la Segunda Guerra Mundial, la isla, de gran importancia estratégica, fue teatro de combates y escaramuzas entre las fuerzas griegas comunistas y anticomunistas, de modo que durante el periodo 1945-1949 la isla fue una pieza del glacis para contener al Pacto de Varsovia. Esto significó una muy lenta recuperación económica durante este periodo y las décadas consiguientes. Ya después de 1974, al instaurarse y consolidarse un estado republicano y democrático en Grecia y encontrarse pacificado el estado griego se comenzó a hacer notoria una acelerada prosperidad económica basada principalmente en el turismo.
El 24 de junio de 1994 se firmó en la isla el llamado Tratado de Corfú, el cual significó la cuarta ampliación de la Unión Europea. En 2007, el casco antiguo de la ciudad fue nombrado Patrimonio de la Humanidad por la Unesco, según recomendación de ICOMOS (International Council on Monuments and Sites: Consejo Internacional de Monumentos y Lugares).

## Demografía
En 2001 el nomós de Corfú poseía una población de aproximadamente 120 000 habitantes, con una densidad de 176 hab./km². La capital contaba con unos 31 000 habitantes.
El gentilicio más frecuente es corfiota, aunque a veces puede encontrarse corfiano /-a. En griego se dice kerkyréos /-a (κερκυραίος /-α).

## Economía

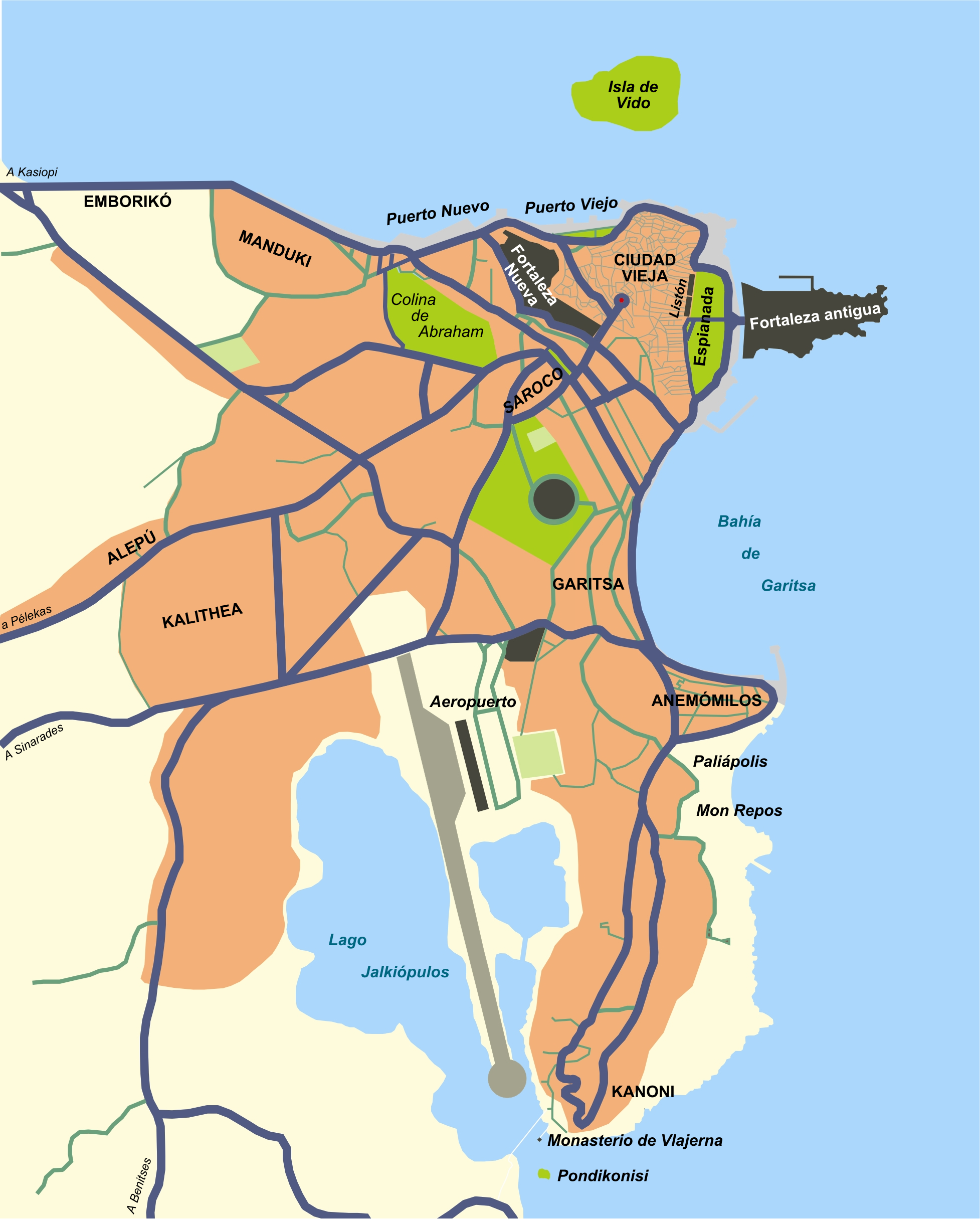
Plano mudo de la ciudad de Corfú.

Para 2005 la principal actividad económica era el turismo, ya interesante en la isla desde fines de siglo XIX. Por ejemplo, la emperatriz Elisabeth de Austria, más conocida como "Sissi", poseía una villa de recreo llamada Achilleion en las proximidades de la ciudad de Corfú.
Muy estrechamente relacionadas con el turismo se encuentran hoy las otras principales actividades económicas del nomós: producción de vid y vinos, producción de aceitunas y aceite de oliva, limones, naranjos, quinoto (esta última planta frutal fue llevada desde Japón a Corfú por los ocupantes ingleses a fines del siglo XVIII, en la actualidad el licor de quinoto es característico de la isla), etc., es decir, elementos básicos de la gastronomía típica que resulta uno de los tantos atractivos turísticos. Situación semejante es la de las pequeñas si bien lucrativas industrias que producen de manera casi artesanal textiles y cerámicas. Otros atractivos turísticos son sus monumentos: iglesias bizantinas y latinas, ruinas de templos griegos y romanos, las fortalezas venecianas, etc.
La ciudad de Corfú posee un buen puerto de aguas profundas cotidianamente visitado por los transbordadores y ferries que la comunican Brindisi y Bari en Italia y con Igoumenítsa y Patras en la Grecia peninsular. Posee así mismo un aeropuerto internacional y una excelente infraestructura hotelera. Es por otra parte sede de la Universidad Jónica y de dos obispados, uno ortodoxo griego y otro católico.